# Volkswagen Slovakia

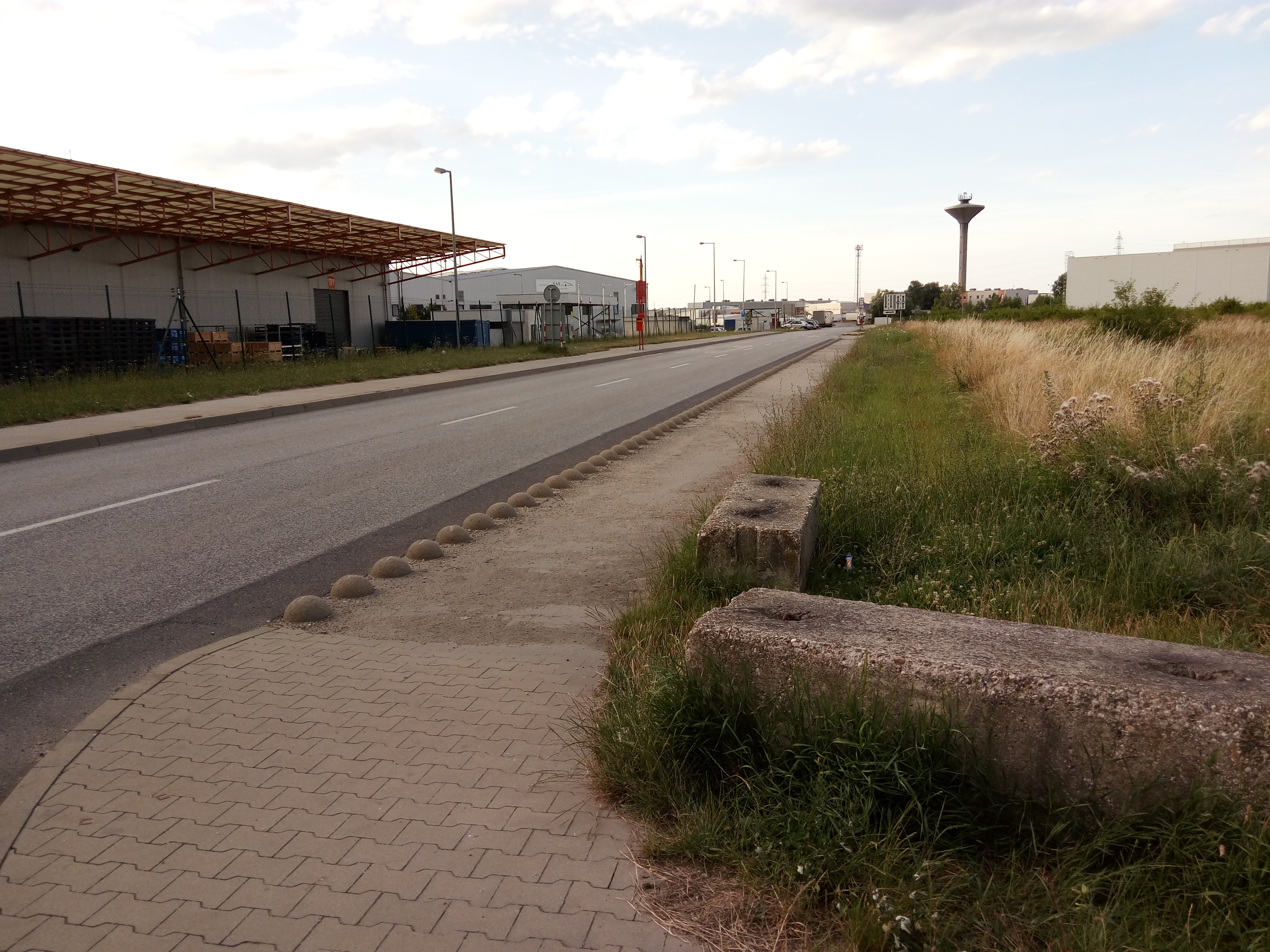
Під'їзд до Volskwagen Slovakian

Volkswagen Slovakia є найбільшою автомобільною компанією в Словаччині з заводами в Братиславі в Девінскій Нова Весі, в Мартін і в Кошицях. Братиславський завод Volkswagen Slovakia є унікальним в світовому масштабі, бо це єдиний, завод на якому під одним дахом збирають автомобілі п'ятьох різних брендів: Volkswagen, Audi, Porsche, Škoda, SEAT. Моделі братиславського виробництва не виробляються більше ніде в світі. Понад 99 % його продукції прямує на вивіз до 148 країн світу. Volkswagen Slovakia є й найбільшою фірмою з погляду обороту в Словаччині. 2014 року продажі досягли 6,17 мільярдів євро. 2015 року, незважаючи на скандал, оборот виріс на 17 % до рівня 7,2 мільярдів євро (прибуток до оподаткування 213 мільйонів євро). Інвестиції компанії, представлені в 2015 році, склали 414,6 мільйонів євро. За весь період своєї діяльності в країні, компанія інвестувала понад 2,1 млрд євро. Завод дає роботу більше 10 000 робітників (в 2015 році 10 800). Займає 9,2 % відсотків експорту країни і є найбільшим експортером Словаччини. 2014 року було вироблено 394 474, а в 2015 році 397 458 автомобілів.

## Історія
Volkswagen працює в Словаччині з 1991, коли Volkswagen вирішив розширити свою сферу на колишню ЧСФР й організував міжнародний конкурс зі створення спільного підприємства з державним підприємством Братиславський автомобільний завод, яке б могло конкурувати з General Motors і Renault. Як переможець у травні 1991 року з BAZ заснував фірму Volkswagen Bratislava. Частку BAZ (20 %) в спільній компанії Volkswagen викупив в 1999 року, і тепер фірма Volkswagen Slovakia на 100 % власність Volkswagen..

## Продукція
Автомобільна виробництво почалося в Братиславі в 1992 році з моделі Volkswagen Passat. Пізніше почалося виробництво Volkswagen Golf, Volkswagen Polo, Seat Ibiza і Škoda Octavia. В 2002 році почалося виробництво позашляховиків Volkswagen Touareg і Porsche Cayenne. В 2006 році до них додалася Audi Q7. Також випускалась модель Volkswagen Touareg Hybrid. В 2011 році була запущена New Small Family — Volkswagen up!, Škoda Citigo і SEAT Mii. В 2013 році починається виробництво електричного Volkswagen e-up!. Завод також є одним з потенційних кандидатів для виробництва розкішних позашляховиків Bentley з назвою Falcon.

## Галерея

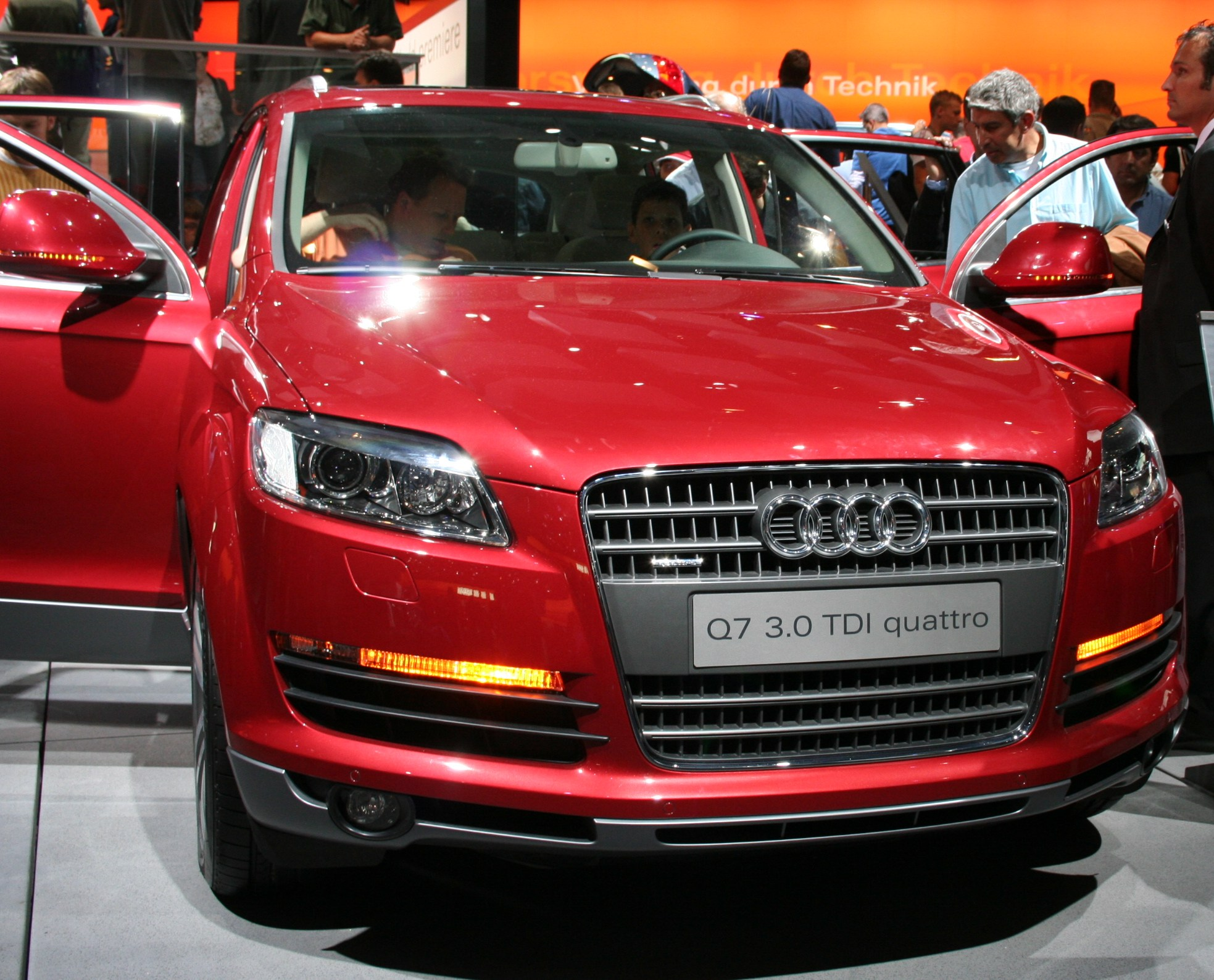
Audi Q7
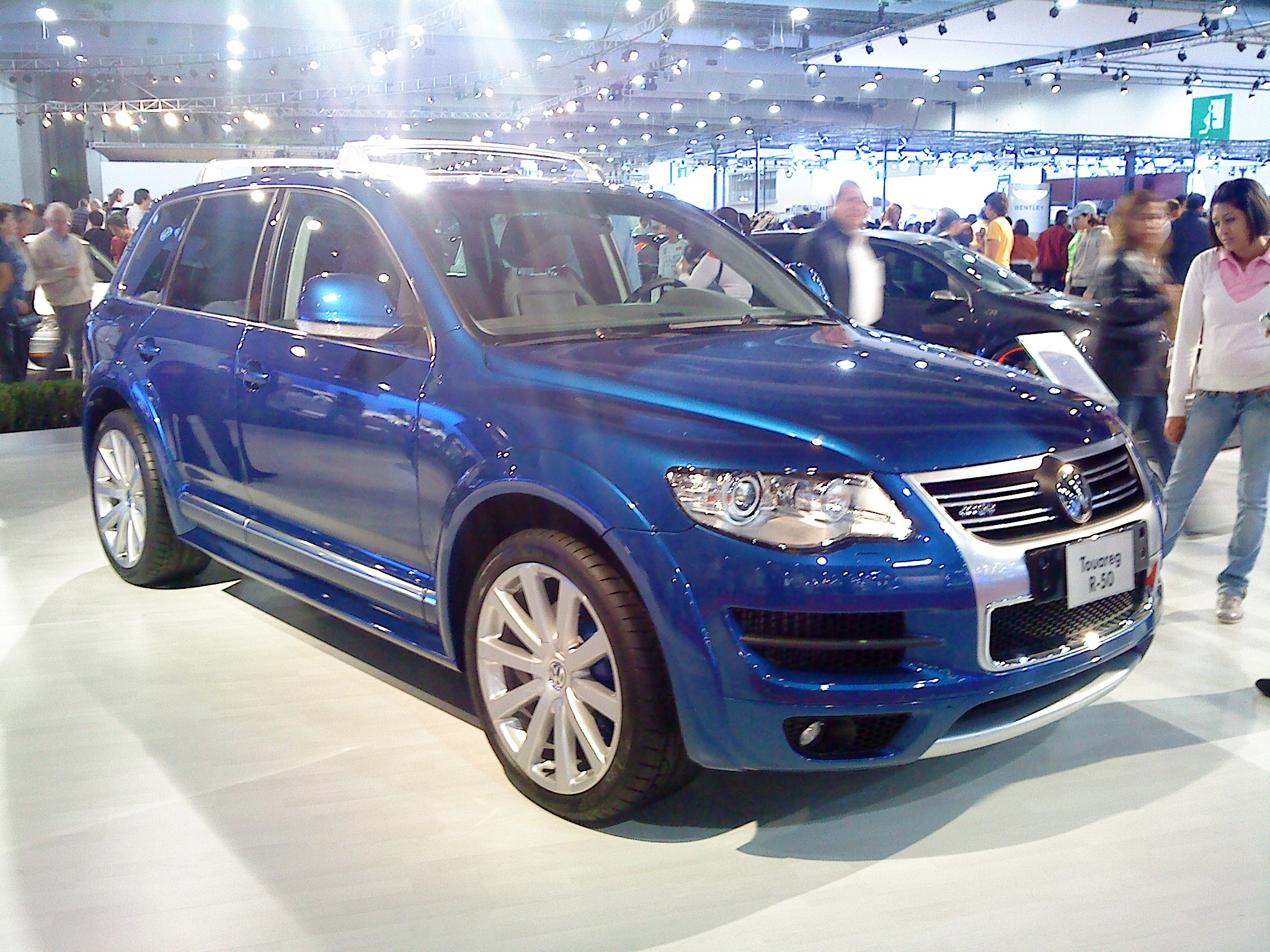
Volkswagen Touareg
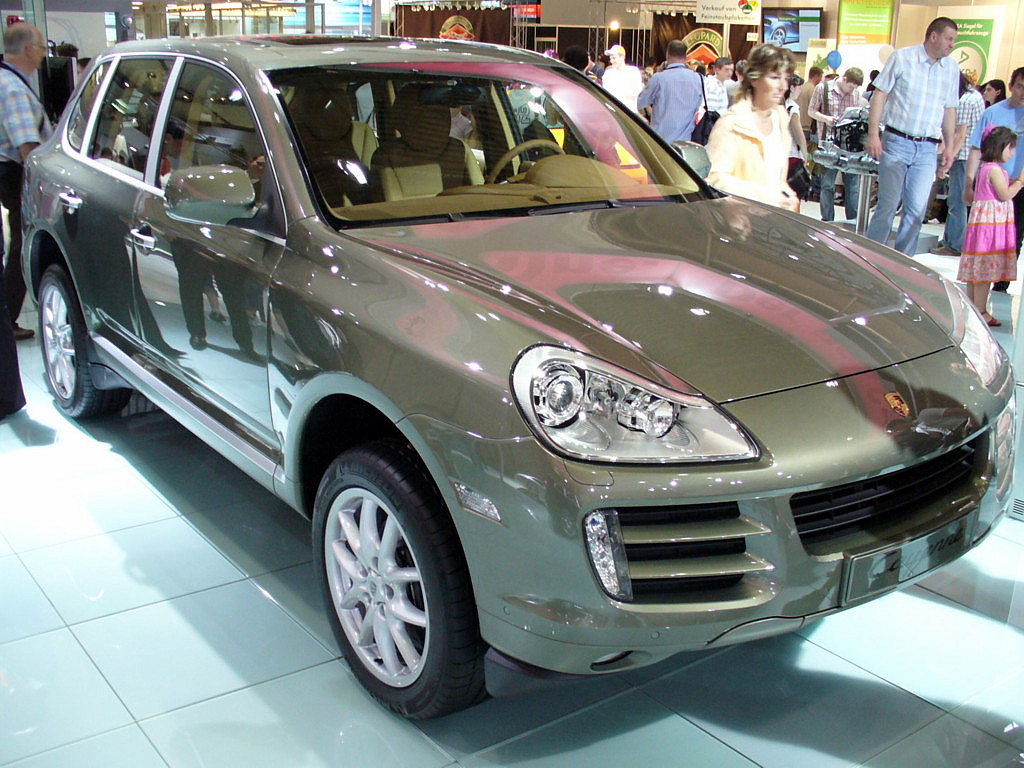
Porsche Cayenne
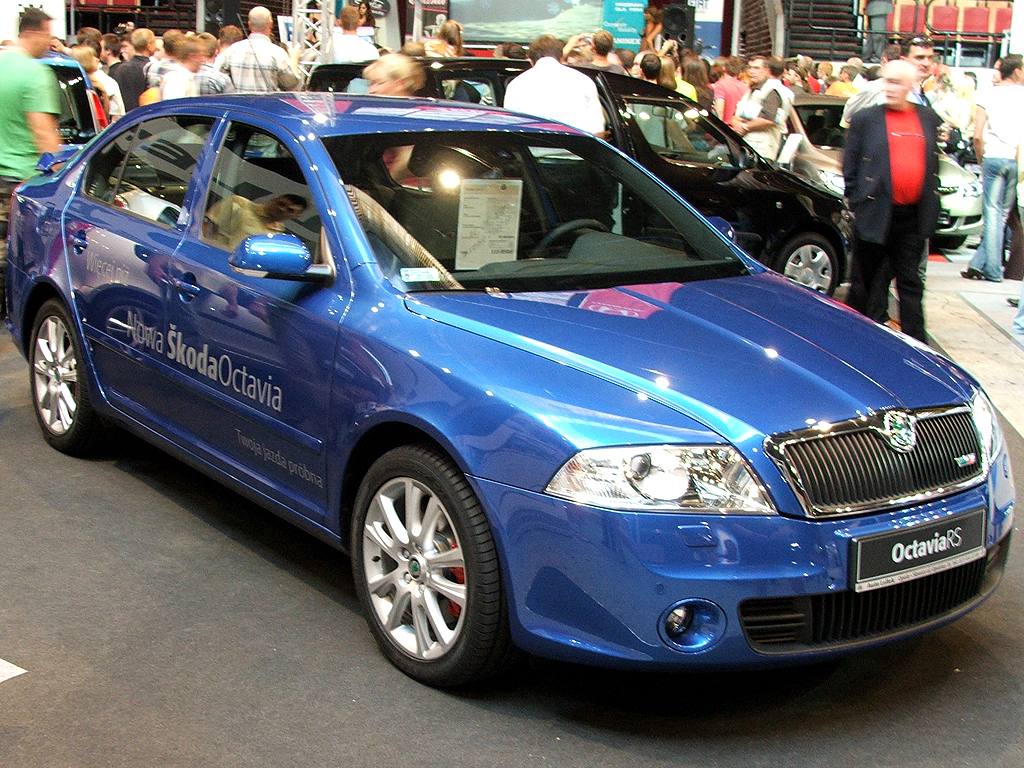
Škoda Octavia
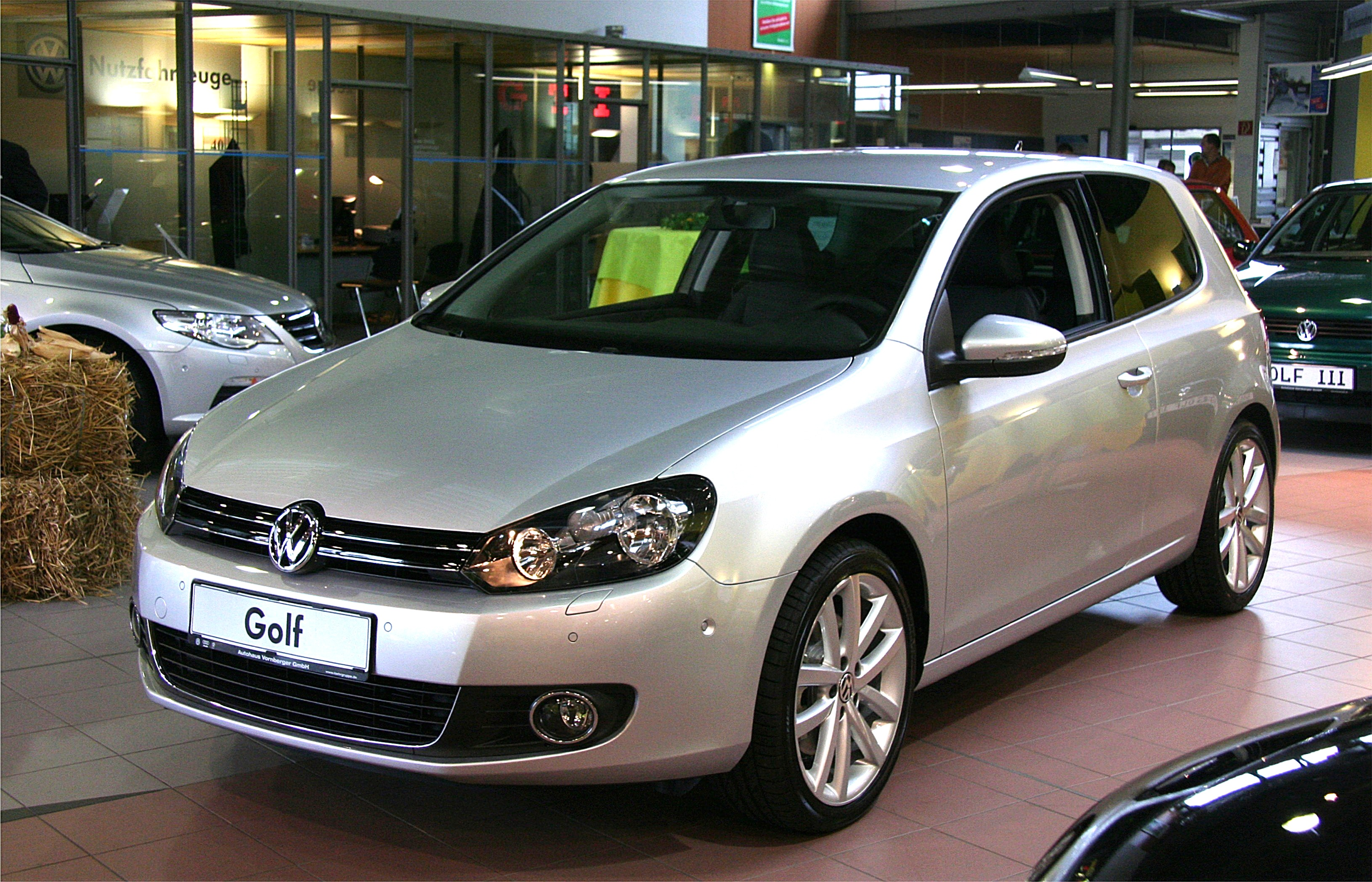
Volkswagen Golf
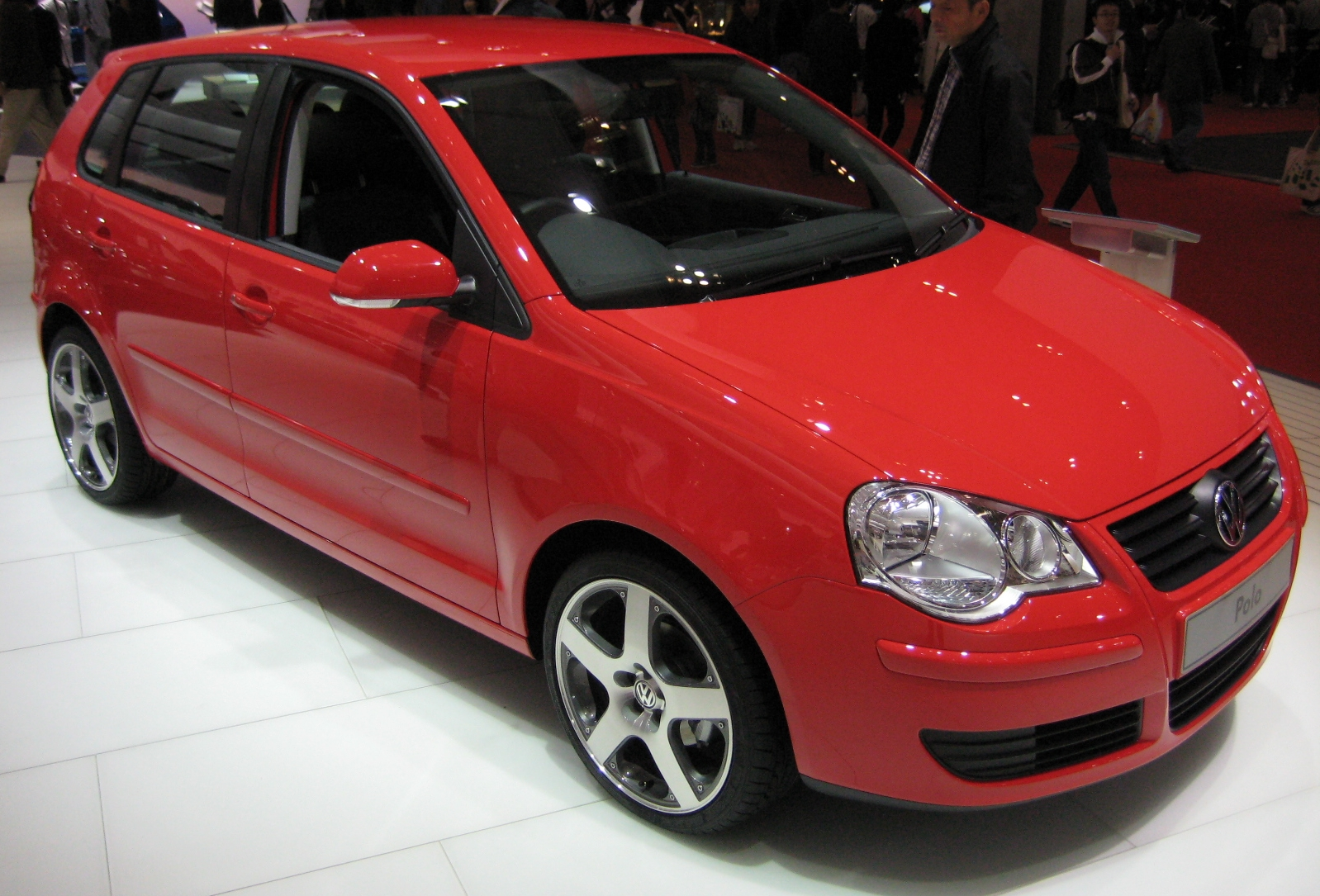
Volkswagen Polo
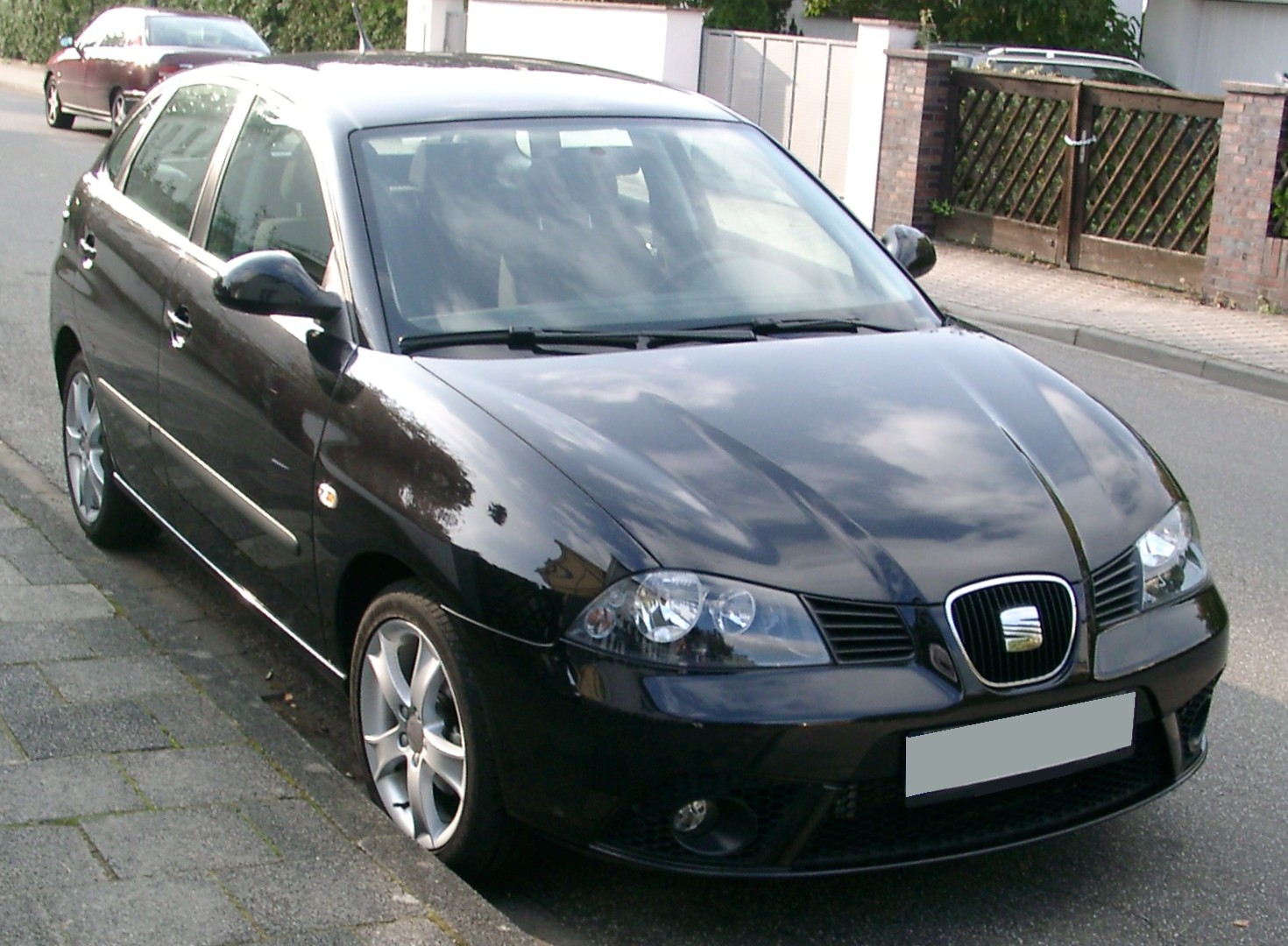
Seat Ibiza
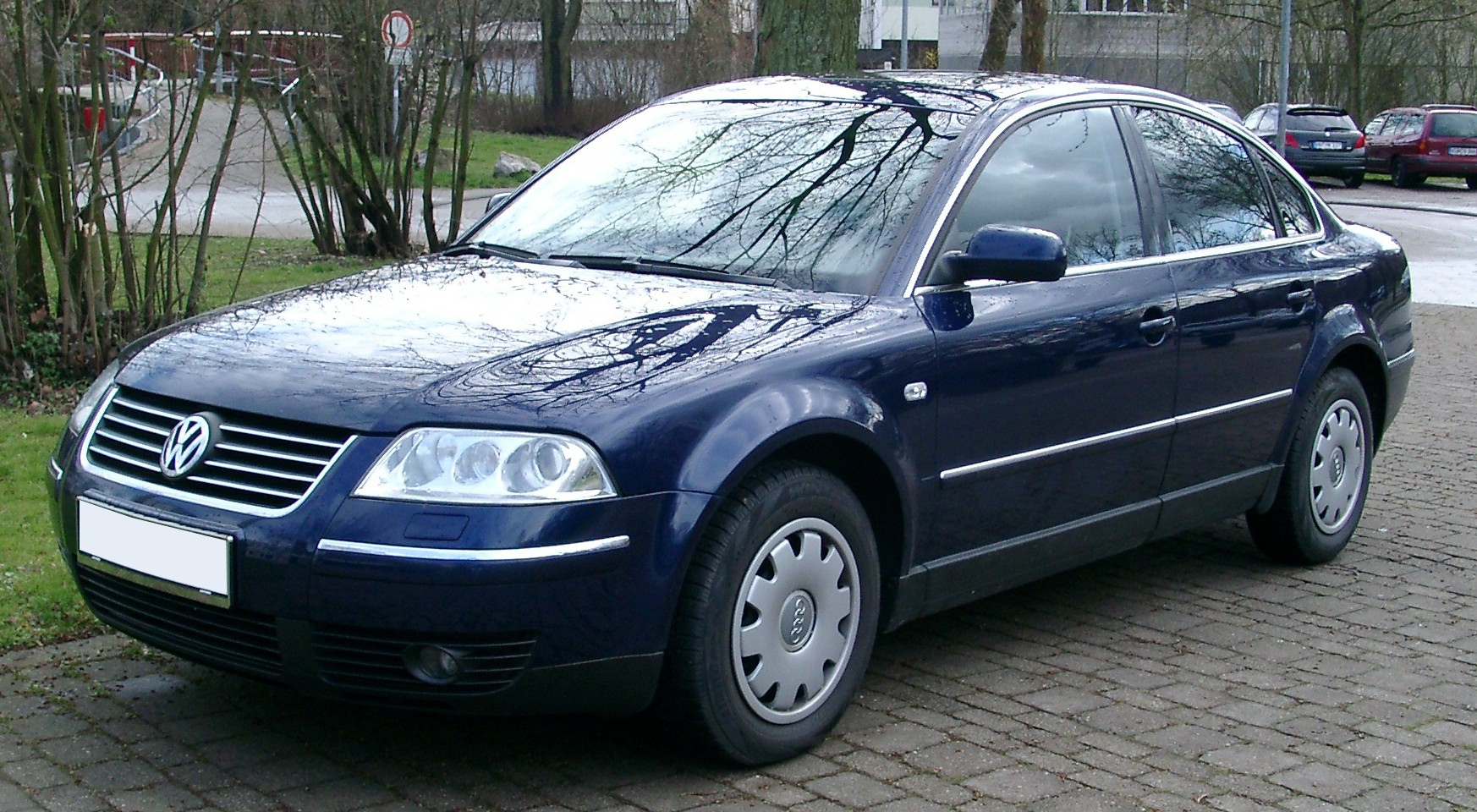
Volkswagen Passat B5